# Linuxbestandssysteem
Het Linuxbestandssysteem is een bestandssysteem voor Linux dat meestal geformatteerd is in ext2, ext3 of ext4. Ook XFS, Reiser 4 en Btrfs zijn mogelijk. Het bestandssysteem wordt geladen door de Linuxkernel via de module ext4.

## Werking
Nadat de computer is opgestart wordt een bootloader geactiveerd (meestal GRUB) die de Linuxkernel aanroept. De kernel activeert een bashfile op het bestandssysteem (meestal rc.sysinit), die in de eerste sectoren staat, en het bestandssysteem beschrijfbaar maakt (mount), modules laadt en netwerkverbindingen tot stand brengt.

## Mappen
Linux bevat een aantal standaardmappen, hier volgt een overzicht met beschrijving. De huidige POSIX-standaard voor Unix-bestandssystemen is vastgelegd in de Filesystem Hierarchy Standard. 

### media
/media - Dit is een speciale map. Linux zet in deze map doorgaans de apparaten die omschreven zijn in /dev, maar pas nadat ze zijn gemount. Om de bestanden van een cd-rom te gebruiken moet deze eerst worden gemount. De bestanden zijn daarna beschikbaar op /media/cdrom. De bestanden die op het apparaat /dev/cdrom staan zijn dus te vinden in /media/cdrom. De locatie /dev/cdrom verwijst dus naar de cd-romspeler, terwijl /media/cdrom de bestanden bevat die op de cd-rom staan. En zo zijn ook de bestanden van een diskette-station (/dev/fd0) als de floppy is gemount te vinden in de map /media/floppy.

### mnt
/mnt - Dit is een map waarin door de gebruiker aangekoppelde apparaten en bestandssystemen beschikbaar zijn. Het is voor de rest identiek aan /media.

### bin
/bin - Dit is de map waar de uitvoerbare bestanden (van het Engelse woord binary) staan. Deze uitvoerbare bestanden zijn zowel programma's voor de gebruiker als eventueel uitvoerbare bestanden die tegelijk met de computer opgestart worden. Hierin staat onder andere BusyBox en de commandline-bash. De meeste bestanden in deze map zijn binaire bestanden.

### sbin
/sbin - Dit is de map waar de uitvoerbare bestanden staan voor de superuser (meestal root). De meeste bestanden in deze map zijn binaire bestanden.

### boot
/boot - Deze map bevat de kernel en (eventueel) een swapbestand. In de map Grub staat de bootloader die de kernel laadt.

### dev
/dev - De map met alle apparaten, zoals cd-rom-spelers, diskettestations, harde schijven, muizen en netwerkadapters.

### etc
/etc - Dit is de plek waar de configuratiebestanden van Linux staan. Alle instellingen van het bestandssysteem en ook het opstartbestand staan in deze map. Het overgrote deel van de bestanden in deze map is in ASCII.

### home
/home - Hierin is voor iedere gebruiker een map. Alleen de ingelogde gebruiker kan zijn eigen bestanden opslaan, bewerken of verwijderen in de map /home/<gebruiker>. Als er maar één enkele gebruiker is, is er geen /home map maar staan de gebruikersbestanden in /root. De tilde (~) verwijst vaak naar /home/<gebruiker>. Deze map is vergelijkbaar met de map C:\Users\<gebruiker> onder Windows.

### initrd
/initrd - Tijdens het installeren noodzakelijke map. Het kan zo zijn dat als Linux eenmaal is geïnstalleerd deze map niet meer bestaat.

### tmp
/tmp - Map voor tijdelijke (temporary) bestanden. Bijna elk programma maakt hier gebruik van.

### sys
/sys - Map met de systeembestanden, modules, drivers en basistoepassingen voor het opstarten en delen van de kernel die kunnen worden geïmporteerd.

### proc
/proc - Te vergelijken met /sys alleen met het verschil dat deze map bedoeld is voor programma's die op Linux draaien. Hierin zitten drivers die niet noodzakelijk zijn voor het systeem maar er door programma's zijn neergezet.

### root
/root - Dit is het gebruikersaccount met de meeste rechten. Hierin zitten de bestanden die programma's nodig hebben met root toestemming. Verder staan hier de bestanden die van de beheerder zijn. In sommige distributies van Linux is root de standaardaccount als er geen andere accounts worden gedefinieerd.

### usr
/usr - In deze map en alle onderliggende mappen staan programma's die van de gebruikers zijn. Gebruikers kunnen deze programma's starten maar niet wijzigen of verwijderen. De map /usr bevat dezelfde mappen als de / zoals /bin, /sbin en /etc. Vaak wordt gedacht dat /usr voor user (gebruiker) staat maar dat is een misverstand. Het is een afkorting van Unix System Resources.

### var
/var - De map met de veranderlijke bestanden, zoals log bestanden, die door het systeem worden aangelegd en bijgehouden. Meeste bestanden in deze map zijn alleen tijdens de sessie beschikbaar en worden bij afsluiten van het systeem verwijderd.

## Swap
Swap (Engels voor wisselen) is een methode onder Linux die het RAM-geheugen kan uitbreiden door middel van een bestand. Als algemene vuistregel geldt: het swapbestand of de partitie wordt twee keer zo groot genomen als het RAM-geheugen. Normaal wordt onder Linux een swappartitie aangemaakt. Het grote voordeel van een partitie is de veiligheid van het geheugenbestand. Via het bestandssysteem dat geen root rechten heeft is het onmogelijk om in deze partitie te komen. Indien er geen swappartitie is, wordt er een tijdelijk bestand aangemaakt in de map /tmp met de extensie .swp. Deze wordt na afloop weer verwijderd vanwege veiligheidsredenen. De swapmethode kan worden vergeleken met het pagefile.sys-bestand onder Windows.

## Symbolic links
Kenmerkend voor Linux zijn de symbolic links ("symlinks"). Symbolic links zijn een apart bestandstype dat fungeert als een verwijzing naar een ander bestand. Voor de meeste Linux programma's werken symbolic links transparant, in tegenstelling tot de snelkoppelingen onder Windows. Dit houdt in dat het doelbestand benaderd kan worden zonder dat een programma zich hoeft te bekommeren over het feit of de bestandsnaam een symbolic link is.
Naast symlinks zijn er ook zgn. harde links, dit zijn geen speciale objecten in het bestandssysteem, maar extra directory entries die verwijzen naar eenzelfde bestand.